# Elvira Öberg
Elvira Karin Öberg, född 26 februari 1999 i Jukkasjärvi församling i Norrbottens län, är en svensk skidskytt, tävlande för Piteå skidskytteklubb. Öberg är tredubbel OS-medaljör och yngre syster till skidskytten Hanna Öberg.

## Biografi

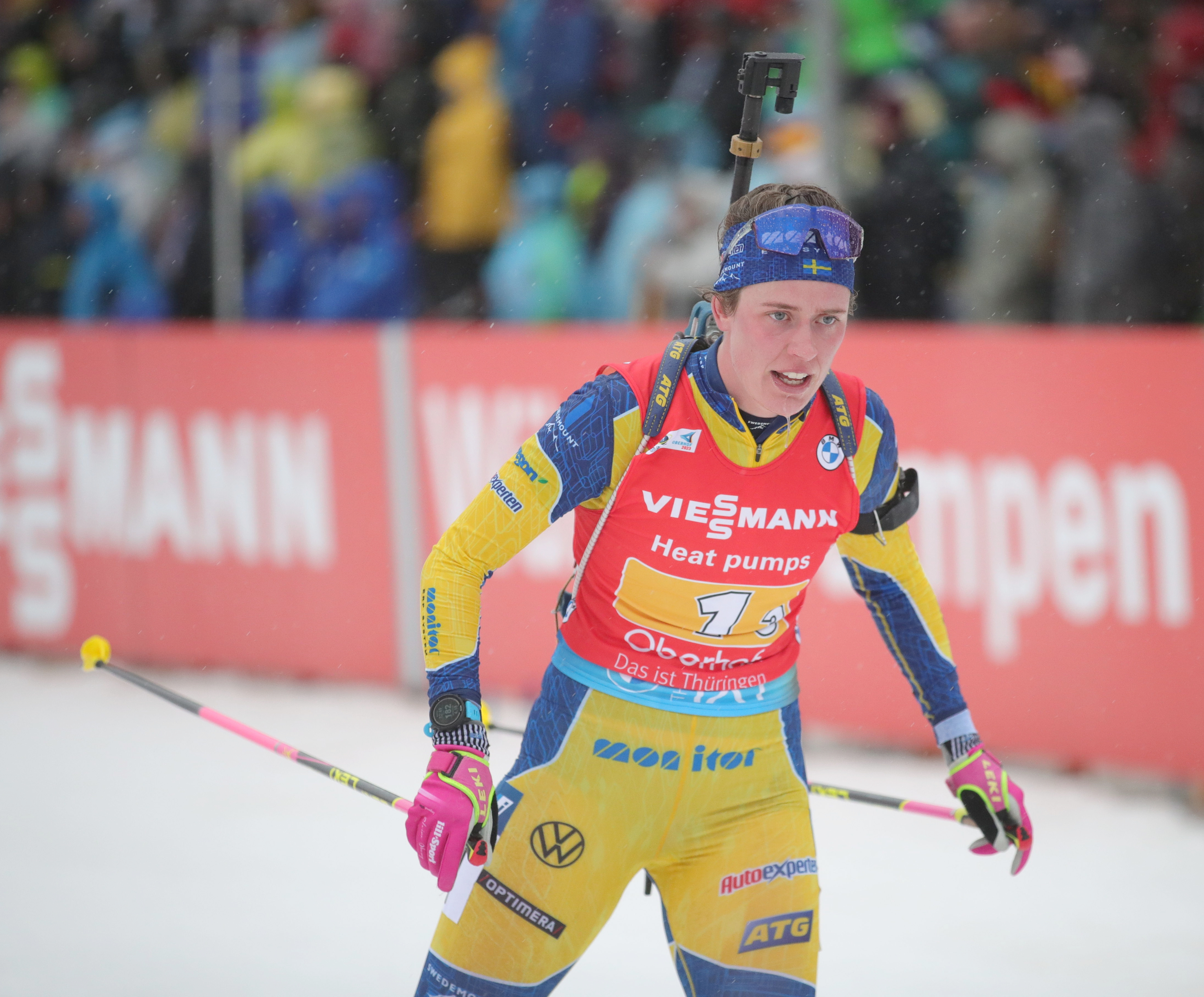
Elvira Öberg under VM 2023.

Efter framgångar i JVM 2018 togs Öberg ut i skidskyttelandslaget för säsongen 2018/2019. Hon debuterade i världscupen i sprinttävlingen i Östersund den 1 december 2019, där hon blev 12:a. Hon gjorde VM-debut den 14 februari 2020 på sprinten i VM i Antholz då hon tog en 13:e plats. På en sprinttävling i Kontiolax den 3 december 2020 tog hon sin första individuella pallplats i världscupen när hon slutade trea. 
Vid OS i Peking 2022 vann hon silver i sprintloppet och följde upp det två dagar senare med silver i jaktstartsloppet. I samma olympiska spel i Peking 16 februari 2022 tog Elvira Öberg guld i stafetten tillsammans med Linn Persson, Mona Brorsson och Hanna Öberg. Laget tog Sveriges första OS-guld i damernas stafett i skidskytte.
Vid VM i Oberhof 2023 tog hon sin första VM-medalj ett brons i stafetten. Under VM i Lenzerheide 2025 kom de första individuella medaljerna, ett silver i jaktstarten och ett guld i masstarten.

## Resultat

### Pallplatser i världscupen och världsmästerskap

#### Individuellt
Öberg har 27 individuella pallplatser i världscupen: tio segrar, åtta andraplatser och nio tredjeplatser. Från världsmästerskap har hon en individuell seger och två andraplatser. 
| Säsong  | Datum            | Plats            | Disciplin           | Placering |
| ------- | ---------------- | ---------------- | ------------------- | --------- |
| 2020/21 | 3 december 2020  | Kontiolax        | Sprint (7,5 km)     | 3:a       |
| 2020/21 | 19 december 2020 | Hochfilzen       | Jaktstart (10 km)   | 3:a       |
| 2021/22 | 2 december 2021  | Östersund        | Sprint (7,5 km)     | 2:a       |
| 2021/22 | 12 december 2021 | Hochfilzen       | Jaktstart (10 km)   | 3:a       |
| 2021/22 | 16 december 2021 | Annecy           | Sprint (7,5 km)     | 3:a       |
| 2021/22 | 18 december 2021 | Annecy           | Jaktstart (10 km)   | 1:a       |
| 2021/22 | 19 december 2021 | Annecy           | Masstart (12,5 km)  | 1:a       |
| 2021/22 | 12 januari 2022  | Ruhpolding       | Sprint (7,5 km)     | 1:a       |
| 2021/22 | 16 januari 2022  | Ruhpolding       | Jaktstart (10 km)   | 2:a       |
| 2021/22 | 12 mars 2022     | Otepää           | Masstart (12,5 km)  | 1:a       |
| 2022/23 | 4 december 2022  | Kontiolax        | Jaktstart (10 km)   | 3:a       |
| 2022/23 | 17 december 2022 | Annecy           | Jaktstart (10 km)   | 1:a       |
| 2022/23 | 5 januari 2023   | Pokljuka         | Sprint (7,5 km)     | 1:a       |
| 2022/23 | 7 januari 2023   | Pokljuka         | Jaktstart (10 km)   | 1:a       |
| 2022/23 | 19 januari 2023  | Antholz          | Sprint (7,5 km)     | 3:a       |
| 2022/23 | 21 januari 2023  | Antholz          | Jaktstart (10 km)   | 3:a       |
| 2023/24 | 8 december 2023  | Hochfilzen       | Sprint (7,5 km)     | 2:a       |
| 2023/24 | 9 december 2023  | Hochfilzen       | Jaktstart (10 km)   | 1:a       |
| 2023/24 | 17 december 2023 | Lenzerheide      | Masstart (12,5 km)  | 2:a       |
| 2023/24 | 1 mars 2024      | Oslo             | Distans (15 km)     | 2:a       |
| 2024/25 | 4 december 2024  | Kontiolax        | Distans (12,5 km)   | 3:a       |
| 2024/25 | 7 december 2024  | Kontiolax        | Sprint (7,5 km)     | 2:a       |
| 2024/25 | 8 december 2024  | Kontiolax        | Masstart (12,5 km)  | 1:a       |
| 2024/25 | 11 januari 2025  | Oberhof          | Jaktstart (10 km)   | 3:a       |
| 2024/25 | 19 januari 2025  | Ruhpolding       | Masstart (12,5 km)  | 1:a       |
| 2024/25 | 16 februari 2025 | Lenzerheide (VM) | Jaktstart (10 km)   | 2:a       |
| 2024/25 | 23 februari 2025 | Lenzerheide (VM) | Masstart (12,5 km)  | 1:a       |
| 2024/25 | 22 mars 2025     | Oslo             | Jaktstart (10 km)   | 2:a       |
| 2024/25 | 23 mars 2025     | Oslo             | Massstart (12.5 km) | 2:a       |

#### Lag
I lag har Öberg i världscupen 23 pallplatser: sex segrar, sju andraplatser och tio tredjeplatser. Samt ett VM-silver och två VM-brons. 
| Säsong  | Datum            | Plats            | Disciplin  | Placering | Lagkamrat(er)                        |
| ------- | ---------------- | ---------------- | ---------- | --------- | ------------------------------------ |
| 2019/20 | 8 december 2019  | Östersund        | Stafett    | 3:a       | Persson / Brorsson / H. Öberg        |
| 2019/20 | 11 januari 2020  | Oberhof          | Stafett    | 2:a       | Persson / Brorsson / H. Öberg        |
| 2020/21 | 5 december 2020  | Kontiolax        | Stafett    | 1:a       | Skottheim / Brorsson / H. Öberg      |
| 2020/21 | 12 december 2020 | Hochfilzen       | Stafett    | 3:a       | Skottheim / Persson / H. Öberg       |
| 2020/21 | 16 januari 2021  | Oberhof          | Stafett    | 3:a       | Brorsson / Persson / H. Öberg        |
| 2020/21 | 4 mars 2021      | Nové Město       | Stafett    | 1:a       | Brorsson / H. Öberg / Persson        |
| 2021/22 | 5 december 2021  | Östersund        | Stafett    | 3:a       | Persson / Brorsson / H. Öberg        |
| 2021/22 | 11 december 2021 | Hochfilzen       | Stafett    | 1:a       | Persson / Magnusson / H. Öberg       |
| 2022/23 | 1 december 2022  | Kontiolax        | Stafett    | 1:a       | Persson / Magnusson / H. Öberg       |
| 2022/23 | 11 december 2022 | Hochfilzen       | Stafett    | 2:a       | Persson / Magnusson / H. Öberg       |
| 2022/23 | 8 januari 2023   | Pokljuka         | Mixstafett | 3:a       | Nelin / Ponsiluoma / Brorsson        |
| 2022/23 | 22 januari 2023  | Antholz          | Stafett    | 2:a       | Persson / Magnusson / H. Öberg       |
| 2022/23 | 18 februari 2023 | Oberhof (VM)     | Stafett    | 3:a       | Persson / Magnusson / H. Öberg       |
| 2023/24 | 29 november 2023 | Östersund        | Stafett    | 2:a       | Magnusson / Persson / H. Öberg       |
| 2023/24 | 10 december 2023 | Hochfilzen       | Stafett    | 2:a       | Magnusson / Brorsson / H. Öberg      |
| 2023/24 | 7 januari 2024   | Oberhof          | Stafett    | 3:a       | Magnusson / Persson / H. Öberg       |
| 2023/24 | 10 januari 2024  | Ruhpolding       | Stafett    | 2:a       | Magnusson / Persson / Brorsson       |
| 2023/24 | 20 januari 2024  | Antholz          | Mixstafett | 3:a       | Magnusson / Nelin / Ponsiluoma       |
| 2023/24 | 7 februari 2024  | Nové Město (VM)  | Mixstafett | 3:a       | Samuelsson / Ponsiluoma / H.Öberg    |
| 2023/24 | 17 februari 2024 | Nové Město (VM)  | Stafett    | 2:a       | Magnusson / Persson / H.Öberg        |
| 2023/24 | 3 mars 2024      | Oslo             | Mixstafett | 2:a       | Brorsson / Nelin / Ponsiluoma        |
| 2023/24 | 9 mars 2024      | Soldier Hollow   | Stafett    | 3:a       | Magnusson / Brorsson / H.Öberg       |
| 2024/25 | 30 november 2024 | Kontiolax        | Mixstafett | 3:a       | Magnusson / Nelin / Ponsiluoma       |
| 2024/25 | 1 december 2024  | Kontiolax        | Stafett    | 1:a       | Magnusson / Andersson / H.Öberg      |
| 2024/25 | 15 december 2024 | Hochfilzen       | Stafett    | 3:a       | Magnusson / Heijdenberg / Halvarsson |
| 2024/25 | 12 januari 2025  | Oberhof          | Mixstafett | 1:a       | Samuelsson / Ponsiluoma / H.Öberg    |
| 2024/25 | 22 februari 2025 | Lenzerheide (VM) | Stafett    | 3:a       | Magnusson / Halvarsson / H.Öberg     |

### Ställning i världscupen
| Säsong  | Totalt | Totalt | Distans | Distans | Sprint | Sprint | Jaktstart | Jaktstart | Masstart | Masstart |
| Säsong  | Poäng  | Plac.  | Poäng   | Plac.   | Poäng  | Plac.  | Poäng     | Plac.     | Poäng    | Plac.    |
| ------- | ------ | ------ | ------- | ------- | ------ | ------ | --------- | --------- | -------- | -------- |
| 2019/20 | 268    | 24:e   | 32      | 34:e    | 146    | 15:e   | 54        | 34:e      | 36       | 33:e     |
| 2020/21 | 631    | 12:e   | 49      | 18:e    | 220    | 12:e   | 198       | 8:e       | 108      | 13:e     |
| 2021/22 | 823    | 2:a    | 23      | 33:e    | 340    | 2:a    | 300       | 2:a       | 160      | 2:a      |
| 2022/23 | 764    | 5:a    | 93      | 9:a     | 263    | 4:a    | 350       | 2:a       | 58       | 25:a     |
| 2023/24 | 829    | 7:a    | 108     | 7:a     | 265    | 5:a    | 297       | 6:a       | 159      | 5:a      |
| 2024/25 | 761    | 4:a    | 106     | 7:a     | 134    | 16:e   | 147       | 9:a       | 299      | 2:a      |

Nytt poängsystem fr.o.m. säsongen 2022/2023.

### Olympiska spel
Öberg deltog i sitt första OS i Peking 2022.
| Tävling     | Distans | Sprint | Jaktstart | Masstart | Stafett | Mixstafett |
| ----------- | ------- | ------ | --------- | -------- | ------- | ---------- |
| Peking 2022 | 13:e    | Silver | Silver    | —        | Guld    | 4:e        |

### Världsmästerskap
| Tävling          | Distans | Sprint | Jaktstart | Masstart | Stafett | Mixstafett | Singelmix |
| ---------------- | ------- | ------ | --------- | -------- | ------- | ---------- | --------- |
| Antholz 2020     | 14:e    | 13:e   | 47:e      | 26:e     | 5:e     | —          | —         |
| Pokljuka 2021    | 35:e    | 22:a   | 14:e      | 14:e     | 5:e     | —          | —         |
| Oberhof 2023     | DNS     | 16:e   | DNS       | —        | Brons   | 9:a        | —         |
| Nove Mesto 2024  | 30:e    | 9:a    | 8:a       | 22:a     | Silver  | Brons      | —         |
| Lenzerheide 2025 | 6:a     | 10:a   | Silver    | Guld     | Brons   | —          | —         |